# Łukasz Szumowski
Łukasz Jan Szumowski (ur. 3 czerwca 1972 w Warszawie) — polski lekarz, kardiolog, elektrofizjolog i polityk.
Profesor nauk medycznych. Podsekretarz stanu w Ministerstwie Nauki i Szkolnictwa Wyższego (2016–2018), minister zdrowia w pierwszym i drugim rządzie Mateusza Morawieckiego (2018–2020), poseł na Sejm IX kadencji (2019–2022). W latach 2022–2024 dyrektor Narodowego Instytutu Kardiologii w Warszawie.

## Życiorys

### Wykształcenie i praca medyczna
Urodził się 3 czerwca 1972 w Warszawie. Absolwent VI Liceum Ogólnokształcącego im. Tadeusza Reytana w Warszawie (1991). W 1997 ukończył studia na Akademii Medycznej w Warszawie. Po studiach Łukasz Szumowski wraz z żoną przez miesiąc pracował w Kalkucie w pierwszym domu opieki, który założyła Matka Teresa. W 1998 podjął pracę w Instytucie Kardiologii im. Prymasa Tysiąclecia Kardynała Stefana Wyszyńskiego w warszawskim Aninie, gdzie doktoryzował się 19 czerwca 2002 na podstawie pracy doktorskiej pt. Czynniki ryzyka migotania przedsionków u chorych z zespołem Wolffa, Parkinsona i White’a, której promotorem był Franciszek Walczak, a recenzentami Maria Trusz-Gluza i Grażyna Świątecka. W latach 2004–2011 kierował Pracownią Elektrofizjologii i zasiadał w Radzie Naukowej Instytutu. Był także wiceprzewodniczącym działającego w tej jednostce związku zawodowego. Habilitację uzyskał 26 stycznia 2010 również w Instytucie Kardiologii. W 2011 został kierownikiem I Kliniki Zaburzeń Rytmu Serca. 2 czerwca 2016 otrzymał tytuł naukowy profesora nauk medycznych, nominację prezydent Andrzej Duda wręczył mu w tym samym miesiącu. 12 września 2017 został wiceprzewodniczącym Rady Naukowej Instytutu Kardiologii; w tym samym roku objął stanowisko redaktora naczelnego „Heart Beat Journal”. Od 1 lutego 2022 do stycznia 2024 dyrektor Narodowego Instytutu Kardiologii Stefana kardynała Wyszyńskiego. W 2023 na wniosek prezesa Agencji Badań Medycznych Radosława Sierpińskiego został powołany w skład Naczelnej Komisji Bioetycznej przez ministra zdrowia Adama Niedzielskiego.
Jest członkiem towarzystw naukowych polskich i zagranicznych, m.in. Europejskiego Towarzystwa Kardiologicznego oraz Polskiego Towarzystwa Kardiologicznego. Jest autorem lub współautorem ponad 150 prac naukowych, a także promotorem kilku prac doktorskich oraz recenzentem kilku prac doktorskich i habilitacyjnych.
Pracował także jako lekarz w niepublicznych przedsiębiorstwach medycznych.

### Działalność biznesowa
Pełnił rolę wspólnika w spółkach:
- Kardiosystem sp. z o.o. (2009)[17][18],
- Kardiosystem Przychodnia sp. z o.o. (2013–2016)[19][20],
- Kardiosystem Alpejska sp. z o.o. (2013–2016)[21][22],
- Kardiosystem Zabiegi sp. z o.o. (2015–2017)[23][24],
- Necor sp. z o.o. sp. kom. (2015–2017)[25][26],
- Necor sp. z o.o. (2015–2017)[27][28],
- Szumowski Investments sp. z o.o. (2015–2016)[29][30],
- Vestera (od 2015)[31],
- Szumowski Assets sp. jawna (od 2016)[32].

### Działalność polityczna
Od 2011 był przewodniczącym zespołu specjalistycznego nauk o życiu w Ministerstwie Nauki i Szkolnictwa Wyższego. 24 listopada 2016 został podsekretarzem stanu w tym ministerstwie, kierowanym wówczas przez Jarosława Gowina. Odpowiadał m.in. za wprowadzenie Narodowej Agencji Wymiany Akademickiej (NAWA) oraz projekt stworzenia Instytutu Biotechnologii Medycznej, zajmował się także parametryzacją czasopism naukowych oraz ośrodkami naukowymi. Opowiedział się za powołaniem w Polsce centralnej agencji badań medycznych i stawianiem na rozwój sektora biotechnologii medycznej.
9 stycznia 2018, w ramach rekonstrukcji rządu Mateusza Morawieckiego, został mianowany ministrem zdrowia, zastępując na stanowisku Konstantego Radziwiłła. W wyborach w 2019 kandydował do Sejmu z pierwszego miejsca na liście Prawa i Sprawiedliwości w okręgu płockim. Uzyskał mandat posła IX kadencji, otrzymując 35 798 głosów.
15 listopada 2019 objął ponownie urząd ministra zdrowia, wchodząc w skład drugiego rządu dotychczasowego premiera. Znacząco zyskał na popularności podczas pandemii COVID-19 i przez dłuższy czas według sondaży utrzymywał lokatę najbardziej zaufanego polityka w Polsce.
W maju 2020 zostały ujawnione informacje o otrzymanych przez rodzinę ministra grantach Narodowego Centrum Badań i Rozwoju opiewających na 150 milionów złotych. Dodatkowe kontrowersje budził fakt, że w komisjach przyznające niektóre z grantów zasiadał brat Łukasza Szumowskiego, Marcin. W tym samym miesiącu posłowie Koalicji Obywatelskiej zgłosili wniosek o wotum nieufności wobec Szumowskiego. Wniosek został odrzucony na posiedzeniu Sejmu 5 czerwca (za 213, przeciw 237, wstrzymujące 0, nie głosowało 10, wymagana większość 231).
18 sierpnia 2020 złożył rezygnację ze stanowiska ministra zdrowia. 20 sierpnia 2020 został odwołany przez Prezydenta RP z funkcji ministra zdrowia.
28 stycznia 2022 złożył rezygnację z wykonywania mandatu poselskiego, a 1 lutego 2022 przestał być posłem.

### Pozostała działalność
Podjął współpracę z organizacjami pozarządowymi:
- fundacją „Kresy w potrzebie — Polacy Polakom” (od 2012 w ramach organu nadzoru[48]),
- fundacją oraz stowarzyszeniem pacjentów „Serce dla Arytmii”[1],
- korporacją akademicką Arkonia, jako filister[49].

W 2014 był sygnatariuszem Deklaracji wiary lekarzy katolickich i studentów medycyny w przedmiocie płciowości i płodności ludzkiej. W 2018 już jako minister zdrowia brał udział w Ogólnopolskiej Pielgrzymce Służby Zdrowia, w czasie której został wypowiedziany Akt Zawierzenia Polskiej Służby Zdrowia Matce Bożej.

## Życie prywatne
Od 1997 żonaty z lekarz anestezjolog Anną Henryką Szumowską (ur. 1972), mają czworo dzieci: Jana, Stanisława, Stefana i Marię. Jest katolikiem. Należy do Zakonu Kawalerów Maltańskich. Hobbystycznie trenuje boks.

## Nagrody i wyróżnienia
Współautor nagradzanych artykułów naukowych. W 2010 otrzymał nagrodę przyznaną przez prezesa Polskiego Towarzystwa Kardiologicznego za oryginalny dorobek naukowy i nowatorskie rozwiązania wdrożeniowe w dziedzinie Kardiologii klinicznej.
29 kwietnia 2020 podczas gali z okazji siódmych urodzin Telewizji Republika, zorganizowanej z uwagi na pandemię COVID-19 w formie wideokonferencji, wygłosił przemówienie, w którym podziękował za przyznanie mu przez widzów tytułu „Osobowość Roku Polski 2019”, stwierdzając że „Ta nagroda to także uhonorowanie całego personelu medycznego, który w dobie pandemii walczy o życie i zdrowie Polaków”.
W listopadzie 2023 otrzymał Złoty Medal „Zasłużony dla Nauki Polskiej Sapientia et Veritas”.